# Shaun Morley
Shaun Morley – brytyjski zapaśnik walczący w stylu wolnym. Zajął osiemnaste miejsce na mistrzostwach Europy w 1992. Szósty na igrzyskach Wspólnoty Narodów w 1994. Wicemistrz Wspólnoty Narodów w 1991 i trzeci w 1995 roku.